# 2012 في البحرين
أحداث القوائم التالية التي وقعت خلال عام 2012 في البحرين.

## المناصب العليا
- الملك: حمد بن عيسى بن سلمان آل خليفة
- رئيس الوزراء: خليفة بن سلمان بن حمد آل خليفة

## الأحداث

### يناير
- 1 يناير: جنازة شاب بحريني الذي قتل في اليوم السابق (31 ديسمبر) في احتجاج تحول إلى احتجاج آخر مما أجبر الشرطة على استخدام الغاز المسيل للدموع.
- 15 يناير: قادة المعارضة والنشطاء يقولون أن الإصلاحات التي اقترحها الملك حمد بن عيسى آل خليفة هي تجميلية وستفعل القليل لوقف الانتفاضة.
- 27 يناير: منظمة العفو الدولية تدعو إلى إجراء تحقيق في استخدام الغاز المسيل للدموع في المناطق السكنية من قبل قوات الأمن البحرينية.